# Georg Bondi Verlag
Der Georg Bondi Verlag wurde im März 1895 von Georg Bondi (1865–1935) in Dresden gegründet. Ende 1896 siedelte der Verlag nach Berlin über. 1935 trat Helmut Küpper in den Verlag ein und übernahm ihn nach dem Tod Bondis 1936; 1938 wurde er Alleininhaber des Verlags. Umbenennungen des Verlags:
- 1938 „Helmut Küpper vormals Georg Bondi“
- 1941 „Helmut Küpper Verlag“

1946 wurde der Verlag – mit britischer Lizenz – in Bad Godesberg neueröffnet, ab 1950 mit Sitz in Düsseldorf und München. 1956, nach dem Tod Küppers, führte seine Witwe Ursula Küpper den Verlag weiter, bis 1978 Teile des Verlags „Helmut Küpper vormals Georg Bondi“ von der Ernst Klett oHG erworben wurden.
Autoren des Georg Bondi Verlags (Auswahl):
- Max Halbe
- Otto Erich Hartleben
- Georg Hirschfeld
- Alfred Kerr
- Josef Ruederer
- Stefan George
- Ernst Kantorowicz
- Werner Sombart
- Karl Wolfskehl
- Friedrich Gundolf
- Robert Boehringer
- Max Kommerell
- Friedrich Wolters

Einem weiteren Leserkreis wurde der Georg Bondi Verlag durch die Veröffentlichung von Stefan Georges Blättern für die Kunst ab 1898 und die Publikation der von Melchior Lechter illustrierten Bücher Stefan Georges bekannt.
Das Verlagssignet wechselte über die Jahre und wurde teilweise von renommierten Künstlern entworfen, so 1896 von Otto Eckmann und 1908 von Melchior Lechter. Es zeigt häufig das Monogramm „GB“.